# جون ویافارا
جون ویافارا (انگلیسی: Jhon Viáfara؛ زادهٔ ۲۷ اکتبر ۱۹۷۸) بازیکن سابق فوتبال اهل کلمبیا است که در پست هافبک بازی می‌کرد.
وی همچنین در تیم ملی فوتبال کلمبیا بازی کرده‌است.